# Tascabili Omnibus
I Tascabili Omnibus sono stati una collana editoriale di narrativa fantastica pubblicata in Italia da Editrice Nord dal 1991 al 1994, per un totale di 13 uscite.

## Storia editoriale
Sin dalla sua fondazione nel 1970 Editrice Nord aveva importato in Italia i maggiori autori anglofoni di fantasy e fantascienza attraverso le collane Cosmo Argento, Cosmo Oro, Arcano e Fantacollana, un cui tratto distintivo erano le dimensioni tascabili associate a una copertina cartonata; ad esse andavano poi aggiunte le linee minori SF Narrativa d'anticipazione, che proponeva opere sperimentali in brossura tascabile, e Grandi Opere Nord, dedicata invece alle antologie di narrativa breve in grande formato cartonato. All'alba degli anni Novanta l'azienda aveva ormai assemblato un catalogo di dimensioni ragguardevoli e nel 1989 aveva avviato la nuova collana Narrativa Nord, che doveva proporre in egual misura ristampe di grandi successi passati e novità miscellanee; i volumi di Narrativa Nord erano però di dimensioni ragguardevoli, dunque il direttore editoriale Gianfranco Viviani volle lanciare sul mercato anche una proposta complementare di volumi tascabili, che ricevette il nome collettivo di Tascabili Nord e fu articolata in quattro sotto-collane parallele: Tascabili Fantascienza, Tascabili Fantasy, Tascabili Omnibus e Tascabili Super Omnibus. Ciascuna delle quattro selezioni presentava una veste grafica specifica e una propria numerazione, ma le rispettive uscite si alternavano con regolarità e presentavano anche una numerazione continuativa, a rimarcare l'unità del progetto.
Fra le quattro sotto-collane, i Tascabili Omnibus avevano la specifica funzione di riproporre in uno o due tomi saghe di più romanzi che erano state originariamente pubblicate per volumi singoli, e in linea di massima ristamparono opere fantascientifiche provenienti dal catalogo di Cosmo Argento: fecero parziale eccezione solo il numero 4 dedicato alla saga dell'Ammasso di Alastor (il primo romanzo era apparso in Fantacollana 14) e il numero 12 dedicato alla saga di Aarn Munro (impostato come romanzo fix-up già nella prima edizione in Cosmo Oro 5). Va anche rimarcato che il numero 6 raccolse assieme quattro novelle di Ursula Le Guin reciprocamente autonome, e non parte di un unico ciclo narrativo coeso, mentre il numero 11 fu il solo a raccogliere una saga fantasy, la trilogia del Re Riluttante (primo romanzo apparso in Arcano 1, secondo e terzo in Fantacollana 6 e 56).
I Tascabili Omnibus vennero chiusi nell'inverno 1994, contemporaneamente ai Tascabili Super Omnibus e circa sei mesi prima dei Tascabili Fantasy; i Tascabili Fantascienza avrebbero continuato a operare, con interruzioni e cadenza irregolare, sino al 1998. 
Per tutta la sua attività la collana utilizzò una rilegatura in brossura e una foliazione da 195 x 124 mm; le sue copertine presentavano una cornice rossa attorno all'illustrazione centrale e un riquadro anch'esso rosso nell'angolo superiore destro, contenente il logo "Tascabili Nord Omnibus" stampato in bianco e nero.

## Elenco delle pubblicazioni
La numerazione delle uscite indica per prima la cifra specifica dei Tascabili Omnibus, per seconda quella del conteggio trasversale a tutti i Tascabili Nord.
| Numero | Numero | Autore             | Titolo                                                  | Note | Anno           |
| ------ | ------ | ------------------ | ------------------------------------------------------- | --- | -------------- |
| 1      | 3      | Alan Dean Foster   | Trilogia Galattica di Flinx                             | Omnibus del primo, secondo e terzo romanzo del ciclo di Pip e Flinx: 1. Il mistero del Krang 2. L'agguato del Vom 3. Stella orfana | Giugno 1991    |
| 2      | 9      | Gregory Kern       | Le missioni del Capitan Ken libero agente spaziale      | Omnibus dei primi quattro romanzi del ciclo del Capitan Ken: 1. Universo parallelo 2. Gli schiavi di Sergan 3. I ribelli di Metalaze 4. Il nemico nella testa | Settembre 1991 |
| 3      | 15     | Poul Anderson      | Trilogia dei mercanti spaziali                          | Omnibus dei primi tre romanzi dell'eptalogia dei Mercanti spaziali entro il macro-ciclo della Storia Tecnica: 1. Il mercante delle stelle. Fix-up di tre romanzi brevi. 2. Mondo rovente 3. La ruota a tre punte. Fix-up di tre romanzi brevi.                                           | Novembre 1991  |
| 4      | 18     | Jack Vance         | I mondi di Alastor                                      | Raccolta completa della trilogia dell'Ammasso di Alastor entro l'universo del Gaean Reach: 1. Trullion: Alastor 2262 2. Marune: Alastor 933 3. Wyst: Alastor 1716 | Gennaio 1992   |
| 5      | 24     | Poul Anderson      | Il secondo libro dei mercanti spaziali                  | Omnibus dei successivi tre volumi dell'eptalogia dei Mercanti spaziali entro il macro-ciclo della Storia Tecnica: 1. La guerra degli uomini alati 2. Mirkheim 3. Cronache della Lega Polesotecnica. Raccolta di undici testi brevi.                                                      | Aprile 1992    |
| 6      | 34     | Ursula K. Le Guin  | I mondi di Ursula Le Guin                               | Raccolta di quattro testi di fantascienza sociologica: - Il pianeta dell'esilio. Secondo romanzo del Ciclo dell'Ecumene. - La falce dei cieli. Romanzo autoconclusivo. - Il mondo della foresta. Quinto romanzo del Ciclo dell'Ecumene. - "La nuova Atlantide". Racconto autoconclusivo. | Settembre 1992 |
| 7      | 41     | Lloyd Biggle Jr.   | Fondazione R.I.P. Ente per le Relazioni Interplanetarie | Raccolta completa della dilogia della Fondazione R.I.P.: 1. Ai margini della galassia 2. Gli Olz di Branoff IV | Febbraio 1993  |
| 8      | 47     | Bob Shaw           | Universo Orbitsville                                    | Raccolta completa della trilogia di Orbitsville: 1. Sfera orbitale 2. Ritorno a Orbitsville 3. I costruttori di Orbitsville | Maggio 1993    |
| 9      | 52     | John Brosnan       | Trilogia dei signori dell'aria                          | Raccolta completa della trilogia dei Signori dell'aria: 1. I signori dell'aria 2. I guerrieri dell'aria 3. La fine del dominio | Luglio 1993    |
| 10     | 55     | Alan Dean Foster   | Flinx del Commonwhealth Galattico                       | Omnibus del quarto, quinto e sesto romanzo del ciclo di Pip e Flinx: 1. Storia di Flinx 2. L'incontro con i Thranx 3. La fine della vicenda | Ottobre 1993   |
| 11     | 64     | L. Sprague De Camp | Jorian re di Iraz                                       | Raccolta completa della trilogia del Re Riluttante entro il ciclo di Novaria: 1. La torre di Goblin 2. Jorian di Jiraz 3. Il re non decapitato | Aprile 1994    |
| 12     | 67     | John W. Campbell   | Aarn Munro il gioviano                                  | Fix-up di due romanzi brevi e un racconto del ciclo di Aarn Munro. | Giugno 1994    |
| 13     | 70     | Philip José Farmer | Trilogia di Dayworld                                    | Raccolta completa della trilogia di Dayworld: 1. Il sistema Dayworld 2. Il ribelle di Dayworld 3. La caduta di Dayworld | Novembre 1994  |